# Berlin (district)
Pour les articles homonymes, voir Berlin (homonymie).
Le district de Berlin (en allemand : Regierungsbezirk Berlin) est un ancien district (1816-1821) de la province de Brandebourg du royaume de Prusse.
Son chef-lieu était Berlin.